# 提姆·馬約特
提姆·馬約特（Tim Mayotte，1960年8月3日—）是一位美國職業網球運動員。他曾獲得1988年夏季奧林匹克運動會網球男子單打項目銀牌。他在四大滿貫賽單打項目中的最好成績是四強。

## 奧運會冠軍（1）
| 年份 | 比賽       | 場地 | 決賽對手 | 對手國籍 | 勝方比分           |
| ---- | ---------- | ---- | -------- | -------- | ------------------ |
| 1988 | 漢城奧運會 | 硬地 | 梅奇日   | 捷克     | 3–6、6–2、6–4、6–2 |

## 外部連結
- 提姆·馬約特（英文/西班牙文）的官方資料
- 提姆·馬約特的國際網球總會 職業／青少年 官方資料（英文）
- 提姆·馬約特的官方資料（英文）